# Ulrich Hauer
Ulrich Hauer (* 1953 in Hundisburg) ist ein deutscher Grabungstechniker. Er war von 1997 bis 2017 Leiter des Museums Haldensleben und in den 1990er Jahren Kommunalpolitiker. Hauer ist Verfasser zahlreicher Bücher und Abhandlungen zur Geschichte der Region Haldensleben.

## Familie
Hauer wurde in Hundisburg geboren. Sein Großvater arbeitete als Ziegelbrenner in der Hundisburger Ziegelei. Seine Mutter war Malerin bei der als „Scherbenmüller“ bezeichneten, letzten Keramikfabrik in Althaldensleben.

## Leben
Ulrich Hauer besuchte die Schule in Hundisburg. Es folgte eine Lehre zum Elektromonteur, währenddessen er Schüler der Berufsschule im ehemaligen Althaldensleber Kloster war. Ab dem 9. Juni 1975 war er als Betriebselektriker des damaligen Kreiskrankenhauses in Haldensleben angestellt. Bei einem Betriebsausflug in das Haldensleber Museum bemerkte er das dort ausgehängte Gesuch nach einem technischen Assistenten und bewarb sich bei der damaligen Museumsleiterin, Sieglinde Bandoly. Vom 1. August 1977 bis zum 31. August 1990 war er im Museum in dieser Funktion tätig.
Es folgte ein Fachschulfernstudium als Restaurator für archäologische Ausgrabungen, welches er mit einer Arbeit über den nach Johanne Nathusius benannten Burgwall „Hannchens Ruh“ im Althaldensleber Park abschloss.
Von 1977 bis 1979 besuchte er die Spezialschule für Leiter des künstlerischen Volksschaffens in Magdeburg. Es folgte (1979 bis 1983) ein Fachschulfernstudium als Restaurator für archäologische Ausgrabungen. Sein wachsendes Interesse an der Denkmalpflege führte im Jahr 1990 zu einer Anstellung bei der Unteren Denkmalschutzbehörde des Landkreises.

### Museum Haldensleben
Am 1. Januar 1997 übernahm Ulrich Hauer von der altershalber ausgeschiedenen Sieglinde Bandoly die Leitung des Haldensleber Museums. Er wurde damit der fünfte Museumsleiter seit der Gründung des Museums im Jahre 1910. Die Funktion übte er bis zu seinem Ruhestandsbeginn im März 2017 aus. Seine Nachfolgerin wurde Judith Vater, die bereits unter ihm im Museum gearbeitet hatte.
Die Museumsarbeit Hauers war geprägt von der Darstellung der Biedermeierzeit in Haldensleben, vor allem anhand der Darstellung des Nachlasses der Brüder Grimm und des Lebens bedeutender Haldensleber Einwohner: des Unternehmers Johann Gottlob Nathusius, des Lithografen und Verlegers Carl August Eyraud, des Porzellanmalers Wilhelm Grünewald und des Porzellanfabrikanten Jakob Uffrecht. In seine Zeit fielen auch Erweiterungen bzw. Auslagerungen des Museums. So wurde die naturwissenschaftliche Sammlung und Ausstellung in das Haus des Waldes im Hundisburger Schloss verlegt. Die bisherigen „Bauernstuben“ wurden aufgelöst und durch Einrichtung und Gestaltung zweier anliegender Wohnhäuser mit der Darstellung verschiedener Handwerke des 19. Jahrhunderts ersetzt. Auf Hauers Initiative war bereits im Jahr 1988 das Schulmuseum in Hundisburg gegründet worden, das noch heute eine Außenstelle des Haldensleber Museums ist. Ebenso wurde das aus der ehemaligen Synagoge Haldenslebens hervorgegangene „Haus der anderen Nachbarn“ in die Museumstruktur eingegliedert. Nach der denkmalgerechter Sanierung des Gebäudes unter Leitung Hauers in den Jahren 2005/2006 fand die Eröffnung am 17. April 2007 statt.
Schließlich zeichnete er für die Jahresschrift der Museen des Landkreises Börde (vormals: Jahresschrift des Kreismuseums Haldensleben sowie: Jahresschrift der Museen des Ohrekreises) verantwortlich.

### Museumsverbund Ohrekreis
Nachdem der Wolmirstedter Museumsdirektor Schierhorn Anfang 1999 aus seinem Amt ausgeschieden war, erfolgte am 1. Februar 1999 die Zusammenlegung der Museen Haldensleben und Wolmirstedt zum Museumsverbund Ohrekreis unter der Leitung von Ulrich Hauer. Er erarbeitete das Konzept für die Neustrukturierung der Ausstellungen beider Museen samt Stellenplan. Mit der am 1. Juli 2007 in Kraft tretenden Kreisgebietsreform, die zur Bildung des Landkreises Börde führte, wurde der Museumsverbund Ohrekreis wieder aufgelöst – die Museen wurden eigenständig weitergeführt. Die unter Hauer vorgenommene Profilierung der einzelnen Häuser wurde übernommen und war Basis für die Gestaltung der Museumslandschaft des Bördekreises.

### Schloss Hundisburg
Ulrich Hauer initiierte maßgeblich den Wiederaufbau des 1945 zerstörten Schlosses Hundisburg. Bereits im Jahr 1990 gründete er federführend den Arbeitskreis Schloss Hundisburg, der ein langfristiges Entwicklungskonzept für das Schloss, den zugehörigen Barockgarten sowie den angrenzenden Landschaftspark Althaldensleben-Hundisburg entwarf. Aus diesem Arbeitskreis ging 1992 der Verein Schloss Hundisburg und 1995 der Verein KULTUR-Landschaft Haldensleben-Hundisburg hervor, der heute Träger der Aktivitäten im Schloss und Landschaftsparkensemble ist. Unter anderem beteiligte Hauer sich an der Einrichtung des jährlich stattfindenden Musikfestivals SommerMusikAkademie Schloss Hundisburg, welches erstmals 1993 auf Schloss Hundisburg stattfand. Den Verein leitete er bis zum 5. August 2013. Als Anerkennung seines langjährigen Wirkens wurde ihm am 24. November 2013 die Ehrenmitgliedschaft des Vereins verliehen.

### Historische Ziegelei Hundisburg
Auch bei der Entwicklung der historischen Ziegelei Hundisburg zu einem produzierenden Denkmal war Hauer als Mitinitiator, Mitbegründer und Vorsitzender (1991–1998) des Fördervereins Technisches Denkmal Ziegelei Hundisburg beteiligt. Unter seiner Leitung erfolgte die Planung und Umsetzung zur Nachnutzung und Umstrukturierung zum heutigen „Technischen Denkmal Ziegelei Hundisburg“. 1990 übernahm der Landkreis die Ziegelei.

### Kommunalpolitik
Nach dem Fall der innerdeutschen Grenze im Jahr 1989 gehörte Hauer zu den Begründern der Grünen Partei im Kreis Haldensleben. Er wurde zum stellvertretenden Bürgermeister von Hundisburg gewählt (1990–1995). Bis Mitte der 1990er Jahre war er als Kreistagsabgeordneter tätig.

### Würdigung
Neben der Ehrenmitgliedschaft im Verein KULTUR-Landschaft Haldensleben-Hundisburg wurde Hauer bereits im Jahr 2004 das Roland-Schwert der Stadt Haldensleben verliehen. Anlässlich seines Ausscheidens aus dem Museumsdienst erhielt er am 27. September 2016 das Bundesverdienstkreuz am Bande. Es wurde von Ministerpräsident Reiner Haseloff und Landrat Hans Walker verliehen. Haseloff hob bei seiner Laudatio hervor, dass Hauer die Kultur seiner Heimat bereichert und historische Zeugnisse vor dem Verfall gerettet habe; dabei wurden die Verdienste um die Kulturlandschaft des Bördekreises, die Rettung der barocken Schloss- und Parkanlage sowie der historischen Ziegelei in Hundisburg angesprochen.

„Für diesen umfassenden Einsatz für das Gemeinwohl und das kulturelle Erbe Sachsen-Anhalts danke ich Ihnen herzlich. Es ist in meinen Augen die Pflicht der Kommunen und jeder öffentlichen Ordnung, dieses Engagement zu ermöglichen und mit Nachdruck zu unterstützen. Das Gemeinwesen braucht Menschen wie Sie.“

## Werke (Auswahl)
- Ulrich Hauer und andere: Der naturkundlich-historische Lehrpfad Althaldensleben-Hundisburg, 1984
- 850 Jahre Hundisburg: 1140–1990, Rat der Gemeinde Hundisburg (Hrsg.), 1990
- Die Ruine Nordhusen bei Hundisburg, in: Große Baudenkmäler, Heft 459, 2. Auflage, München/Berlin 1993
- Von Kunstgärtnern und Gartenkunst: die Gärtner und Gärten der Familie Nathusius in Althaldensleben und Hundisburg, KULTUR-Landschaft Haldensleben-Hundisburg e. V. und Museum Haldensleben (Hrsg.), 2005
- Die Epigonen: kriminalistische Ermittlungen zu den wahren Hintergründen des Epochenromans von Carl Leberecht Immermann, KULTUR-Landschaft Haldensleben-Hundisburg e. V. und Museum Haldensleben (Hrsg.), 2008
- Haldensleber Porzellangeschichte(n): Die Nathusius-Porzellan- und Steingutfabrik in Althaldensleben, 1. Teil, KULTUR-Landschaft Haldensleben-Hundisburg e. V. (Hrsg.), 2012